# Наименее развитые страны

Наименее развитые страны выделены синим цветом. Страны, ранее относившиеся к НРС, выделены зелёным

Наиме́нее ра́звитые стра́ны (сокр. НРС) — официальный термин, употребляемый в рамках ООН. В этих государствах очень низкий уровень жизни, слабая экономика, люди и ресурсы подвержены воздействию стихий и эпидемий.
Включение в группу НРС даёт определённые преимущества — льготные условия получения финансовой помощи на нужды развития, преференциальный доступ на рынки, техническую помощь по программам ООН, а также ряд других льгот. В рамках ЮНКТАД действует специальная программа для НРС и издаётся ежегодный доклад об экономическом положении этой группы государств. В ВТО наименее развитые страны пользуются рядом льгот и преимуществ, в частности им предоставлены более длительные сроки реализации отдельных соглашений ВТО.
На 2018 г. в категорию НРС входили 47 государств. В 1971 году, когда этот термин начал применяться, в эту группу входило 24 государства.
В ходе обзора перечня наименее развитых стран в 2003 году Экономический и социальный совет ООН использовал для определения наименее развитых стран следующие три критерия, предложенные Комитетом по политике в области развития (КПР):
- критерий низкого уровня дохода, рассчитываемого как приблизительное среднее значение годового ВВП на душу населения за три года (менее 750 долларов США для включения в перечень, свыше 900 долларов США для исключения из перечня);
- критерий слабости людских ресурсов, рассчитываемый с использованием сложного расширенного индекса реального качества жизни (РИРКЖ) на основе показателей: а) питания; b) здоровья; c) образования; и d) грамотности взрослого населения;
- критерий экономической уязвимости, рассчитываемый с использованием сложного индекса экономической уязвимости (ИЭУ)

В 2002 году в НРС проживало 11 % населения мира. Средний ВВП на душу населения составлял в этих странах 438 долларов. Средняя ожидаемая продолжительность жизни в них составляла 50 лет.
За 50 лет лишь немногие страны смогли выйти из списка наименее развитых стран и войти в список развивающихся: Ботсвана, Кабо-Верде, Мальдивы, Самоа, Экваториальная Гвинея, Вануату, Бутан, Сан-Томе и Принсипи.
Подавляющее большинство наименее развитых стран мира расположено в странах Африки южнее Сахары (32 страны), в Азии — 8 стран, 3 страны в Океании, а одна находится в Латинской Америке (Гаити).
Конференция ООН по наименее развитым странам проводится раз в десять лет, начиная с 1981 года. На четвертой конференции, которая проходила в мае 2011 года в Стамбуле, была принята программа развития, поддержки и контроля на ближайшие 10 лет («Стамбульская декларация»). Министр иностранных дел Турции внёс предложение об изменении названия этой группы стран. Он предложил именовать их «Развитыми странами будущего» или же «Потенциально развивающимися странами». Это предложение было принято к рассмотрению.
Пятая конференция ООН по НРС прошла в марте 2023 года в Доха (Катар).

## Список наименее развитых стран мира по данным ООН на 2024 год
| Страна                           | Год включения |
| -------------------------------- | ------------- |
| Ангола                           | 1994          |
| Афганистан                       | 1971          |
| Бангладеш                        | 1975          |
| Бенин                            | 1971          |
| Буркина-Фасо                     | 1971          |
| Бурунди                          | 1971          |
| Гаити                            | 1971          |
| Гамбия                           | 1975          |
| Гвинея                           | 1971          |
| Гвинея-Бисау                     | 1981          |
| Демократическая Республика Конго | 1991          |
| Джибути                          | 1982          |
| Замбия                           | 1991          |
| Йемен                            | 1971          |
| Камбоджа                         | 1991          |
| Кирибати                         | 1986          |
| Коморы                           | 1977          |
| Лаос                             | 1971          |
| Лесото                           | 1971          |
| Либерия                          | 1990          |
| Мавритания                       | 1986          |
| Мадагаскар                       | 1991          |
| Малави                           | 1991          |
| Мали                             | 1971          |
| Мозамбик                         | 1988          |
| Мьянма                           | 1987          |
| Непал                            | 1971          |
| Нигер                            | 1971          |
| Руанда                           | 1971          |
| Сенегал                          | 2000          |
| Соломоновы Острова               | 1991          |
| Сомали                           | 1991          |
| Сьерра-Леоне                     | 1982          |
| Судан                            | 1971          |
| Танзания                         | 1971          |
| Тимор-Лесте (Восточный Тимор)    | 2003          |
| Того                             | 1982          |
| Тувалу                           | 1986          |
| Уганда                           | 1981          |
| ЦАР                              | 1975          |
| Чад                              | 1971          |
| Эритрея                          | 1994          |
| Эфиопия                          | 1971          |
| Южный Судан                      | 2012          |